# عمرو بن عبدود

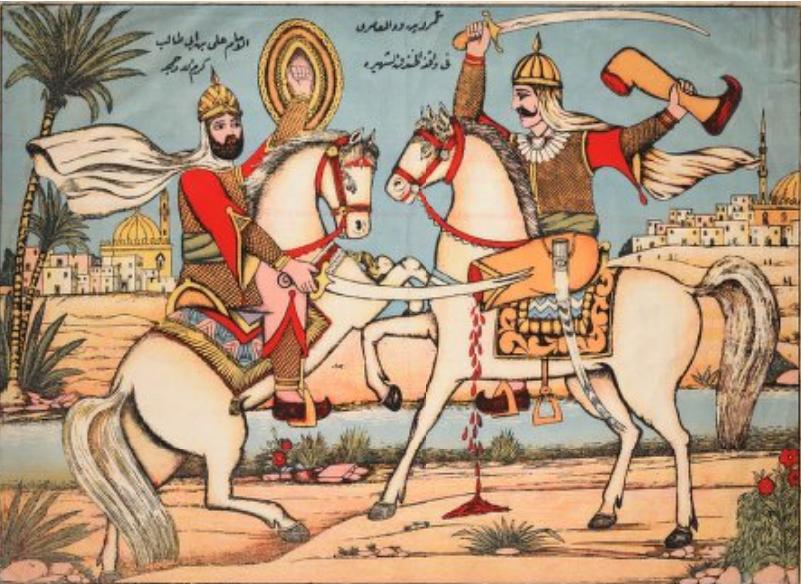
یک نقاشی که مبارزه بین علی بن ابی طالب (سمت چپ) و عمرو ابن عبدود (سمت راست) را در طول غزوه خندق نشان می‌دهد.

عَمرِو بن عَبدُ وَدّ یا عَبدُ وُدّ پهلوانی از قبیله قریش بود. وی در غزوه خندق کشته شد. 
او بیشتر برای مبارزه در جنگ احزاب (غزوه خندق) رو در روی علی ابن ابی طالب و کشته شدنش توسط علی بن ابی‌طالب شناخته شده‌است.
گفته می شود هنگامی که عمرو از خندق جدا کننده دو سپاه با موفقیت عبور کرد ، با سپاه مسلمانان روبرو شد و یکی از آنها را به چالش کشید تا جلو بیاید و به تنهایی با او بجنگد. علی بن ابیطالب برخاست و اعلام آمادگی کرد، اما پیامبر از او خواست بنشیند. وقتی هیچ مسلمانی جلو نیامد ، علی دوباره برخاست و محمد دوباره به او گفت که بنشیند. وقتی برای بار سوم هم کسی اعلام آمادگی نکرد، پیامبر درخواست علی را پذیرفت. گفته می شود علی پس از شکست عمرو بن عبدود و بر زمین کوبیدن او ، چنانکه گویی برای کشتن عبدود شکی کرده باشد، لحظه ای مکث میکند و بعد از کمی وی را میکشد. بعدا وقتی محمد دلیل این تردید را پرسید علی پاسخ داد عمرو بن عبدود در حین مبارزه به او توهین کرده بود و ترسیده بود اگر در دم کارش را تمام کند، کینه شخصی در آن دخیل بوده باشد. جلال الدین رومی و ابوحامد غزالی با یادآوری این داستان، تاکید دارند که اگر کسی قصد امر به معروف و نهی از منکر دارد، باید بر خودخواهی در همه ابعاد آن پیروز شده باشد.